# Bandur Krishnapura, Kolar
Bandur Krishnapura là một làng thuộc tehsil Kolar, huyện Kolar, bang Karnataka, Ấn Độ.